# 克里斯蒂安·诺埃尔
克里斯蒂安·诺埃尔（法語：Christian Noël，1945年3月13日—），法国男子击剑运动员。他曾参加1964年、1968年、1972年和1976年四届夏季奥运会，共收获一枚金牌和四枚铜牌。